# Urtica ardens
Urtica ardens är en nässelväxtart som beskrevs av Heinrich Friedrich Link. Urtica ardens ingår i släktet nässlor, och familjen nässelväxter. Inga underarter finns listade i Catalogue of Life.